# Sternmoosartiges Vierzackmoos
Das Sternmoosartiges Vierzackmoos (Tetraplodon mnioides) ist eine Laubmoos-Art aus der Familie Splachnaceae.

## Merkmale
Die Moosart wächst in einzelnen, kleineren, mäßig dichten, 1 bis 3 Zentimeter hohen Polsterrasen. Die eiförmigen Blätter sind zugespitzt, die Rippe endet in der Pfriemenspitze. Die Laminazellen sind am Blattgrund rechteckig verlängert, oben sechseckig. Die Seta ist gelblich bis rötlich und 1 bis 3 Zentimeter lang, die Kapsel und der deutlich ausgebildete Kapselhals sind reif auffällig schwarzrot. Der Kapselhals (Apophyse) ist länger und gewöhnlich etwas breiter als die Urne (Theka, Teil der Sporenkapsel, der die Sporen enthält). Beide sind etwa gleichfarbig.

## Standortansprüche und Verbreitung
Die Art wächst auf Gewöllen, Dung und Tierleichen. In Deutschland, Österreich und der Schweiz ist sie in den Alpen zu finden, ist aber nicht häufig. Weltweit gibt es Vorkommen in Eurasien, Nordamerika und in tropischen Hochgebirgen.